# جنگ غزه و قوانین بین‌المللی

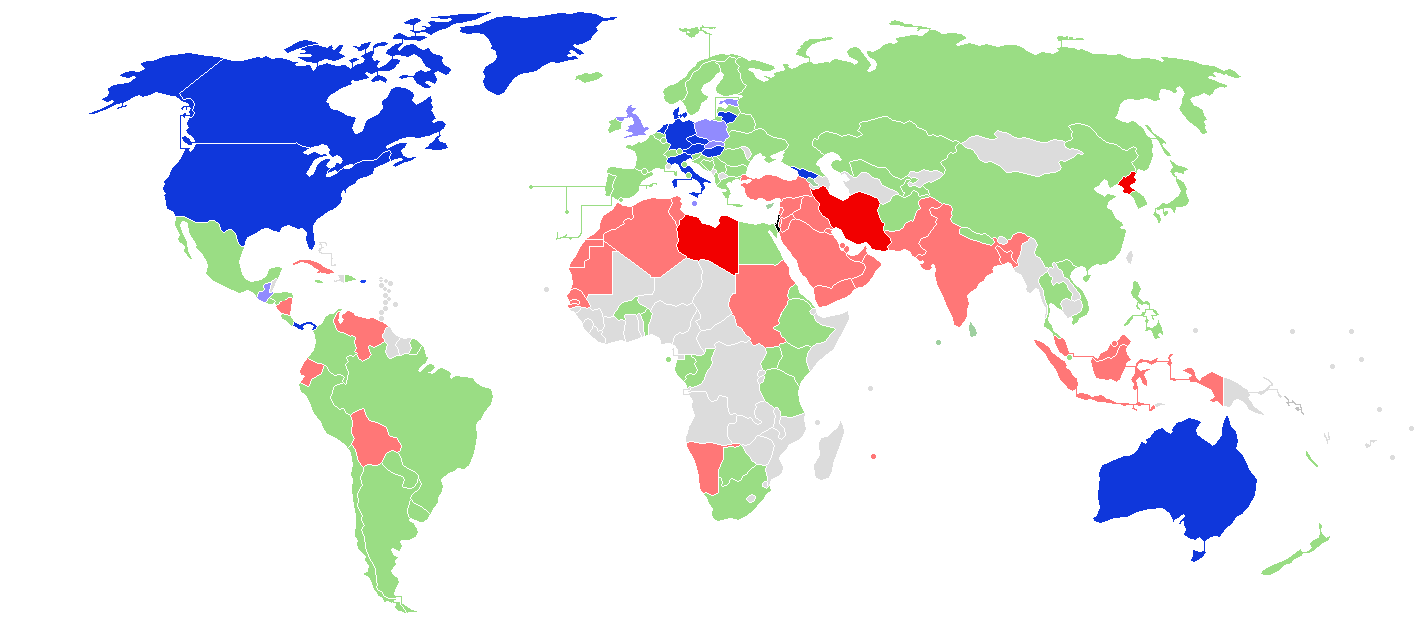
واکنش‌های بین‌المللی به نبرد اسرائیل و غزه ۲۰۰۸ - ۲۰۰۹:
منطقه درگیر جنگ
کشورهایی که از حمله اسرائیل به غزه حمایت کردند
کشورهایی که به اعلام مقصر دانستن حماس اکتفا کردند
کشورهایی که حمله اسرائیل به غزه را محکوم کردند
کشورهایی که به اعلام مقصر دانستن اسرائیل اکتفا کردند
کشورهایی که طرفین مخاصمه را سرزنش کرده و خواستار پایان دادن به درگیریها شدند
کشورهایی که هیچ نوع موضع‌گیری رسمی در قبال جنگ از خود نشان ندادند

با پایان جنگ غزه ۲۰۰۸ - ۲۰۰۹، گروه‌های حقوق بشری اسرائیلی، فلسطینی و بین‌المللی در اندیشه شکایت از نیروهای اسرائیلی به دلیل استفاده از نیروی نامتناسب و حمایت نکردن از غیرنظامیان هستند و به حماس نیز به دلیل بهره‌گیری از سپر انسانی و موشک‌پرانی به سوی اهداف غیرنظامی در اسرائیل معترضند. در همین رابطه دولت اسرائیل اعلام کرده که با استخدام وکلای ویژه از سربازانی که در این جنگ شرکت کرده‌اند پشتیبانی خواهد کرد. اهود اولمرت نخست‌وزیر اسرائیل مدعی‌ست «اسرائیل هر کاری را برای جلوگیری از آسیب دیدن غیرنظامیان انجام داده‌است و او ارتشی را سراغ ندارد که تا این حد مقید به اخلاق، متعادل و حساس نسبت به غیرنظامیان باشد». او منتقدان را به «اخلاق گرایی سیاست‌بازانه» در عرصه حقوق بین‌الملل با نادیده انگاشتن موشک‌پرانی چندین ساله فلسطینیان به سوی اهداف غیرنظامی در اسرائیل متهم کرده‌است.
در شرایطی که فلسطینیان و حامیان آنان در کشورهای مختلف خصوصاً اروپای غربی برای شکایت از نظامیان اسرائیلی به اتهام جنایات جنگی اعلام آمادگی کرده‌اند و چنین شکایاتی در گذشته گاه منجر به صدور دستور بازداشت نظامیان اسرائیلی شده‌است، متقابلاً دولت اسرائیل خود را برای حمایت از نظامیانش آماده می‌کند. به رسانه‌های اسرائیلی دستور داده شده‌است که چهره سربازان اسرائیلی را غیر واضح نمایش دهند گرچه برخی از آنان با اینکار مخالفت کرده‌اند و از اقدام خود دفاع می‌کنند. دولت اسرائیل همچنین حماس را به استفاده از اماکن غیر نظامی برای عملیات نظامی متهم می‌کند.اما با این حال با توجه به عضویت دولت فلسطین در دیوان کیفری بین المللی ،امکان شکایت این کشور از اسراییل به جهت جنایات متعدد جنگی ، نسل کشی و.. در دیوان وجود دارد هرچند اسراییل  در دیوان عضویت نداشته باشد چراکه عضویت یک طرف کفایت می نماید . رئیس آژانس کمک رسانی سازمان ملل به فلسطینیان نیز خواستار تحقیق بین‌المللی برای جنگ غزه شده‌است.
دیده‌بان حقوق بشر اسرائیل را متهم به استفاده از بمب‌های حاوی فسفر سفید در غزه کرد. اگرچه مقررات بین‌المللی استفاده از سلاح‌های فسفری را برای روشن کردن هوا در شب و استتار تجهیزات جنگی اجازه داده‌اند، اما عفو بین‌الملل اسرائیل را به انفجار این سلاح در مناطق پرجمعیت متهم کرده‌است.
بر اساس گزارشی که دیده‌بان حقوق بشر در مه ۲۰۱۰ منتشر کرد، اعلام شد که ارتش اسرائیل در جریان تهاجم ۲۲ روزه به غزه، املاک غیرنظامیان را به‌طور غیرقانونی نابود کرده‌است. بر اساس این گزارش، اسرائیل با نقض پیمان چهارم کنوانسیون ژنو، ساختمان‌هایی را نابود کرده که فاقد اهمیت نظامی هستند. دیده بان حقوق بشر مدارک نابودی کامل ۱۸۹ ساختمان را ارائه کرده‌است که از این تعداد ۱۱ مورد کارخانه، ۸ مورد انبار و ۱۷۰ مورد نیز ساختمان مسکونی بوده و حداقل ۹۸۱ نفر را بی‌خانمان کرده‌است.